# Dependenzgrammatik
Dependenzgrammatik bezeichnet eine Schulrichtung in der Grammatiktheorie bzw. einen Typ von Grammatikmodell.
Die Dependenzgrammatik beschreibt die hierarchische Struktur von Sätzen auf der Grundlage von Abhängigkeitsbeziehungen zwischen den Wörtern des Satzes (Dependenzstruktur). Dependenz bedeutet demnach die Abhängigkeit eines Wortes (des regierten Wortes bzw. des Dependens) von einem anderen Wort (dem regierenden Wort bzw. dem Regens). Eine dependenzielle Grammatik unterscheidet sich von der Phrasenstrukturgrammatik (= Konstituentengrammatik) unter anderem durch die Abwesenheit phrasaler Knoten in der analysierten Struktur.
Die Dependenzgrammatik wurde von Lucien Tesnière (1893–1954) begründet, ist im Ansatz aber auch schon im Mittelalter bei Thomas von Erfurt zu finden.

## Geschichte
Die Dependenzgrammatik beginnt in Ansätzen bereits mit dem im 5. oder 4. vorchristlichen Jahrhundert lebenden indischen Grammatiker Panini. Sie geht also der Konstituentengrammatik, die aus der antiken Aussagenlogik von Aristoteles erst später entwickelt wurde, um viele Jahrhunderte voraus. Ibn Maḍāʾ (1116–1196) ist vielleicht der erste in Europa gewesen, der „Dependenz“ in der modernen Bedeutung verwendete. Mada wurde 1116 in Cordoba geboren, studierte in Sevilla und Ceuta, und starb 1196 in Sevilla. Im deutschen Sprachraum gab es im Mittelalter den Dependenzbegriff in der Grammatik von Thomas von Erfurt, der Rektor der Schulen St. Severi und St. Jakobi war. In der frühen Moderne scheinen Dependenz und Konstituenz als Begriffe nebeneinander existiert zu haben. Konstituenz gelangte hauptsächlich von der antiken Logik, die vor allem durch die Port-Royal-Logik verbreitet wurde, in moderne Grammatiken verschiedener europäischen Sprachen.

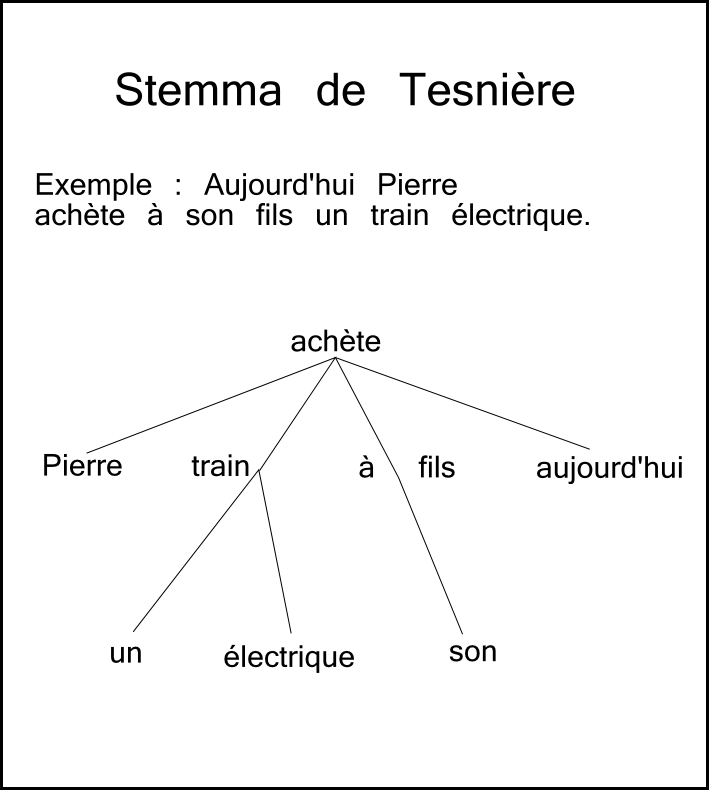
Beispiel für ein Stemma.

Moderne Dependenzgrammatiken sind aber hauptsächlich auf die Grammatiktheorie Lucien Tesnières zurückzuführen. Tesnière war Franzose, polyglott und Professor der Linguistik an den Universitäten in Strasbourg and Montpellier. Sein Hauptwerk Éléments de syntaxe structurale wurde 1959 veröffentlicht, fünf Jahre nach seinem Tod. Das von Tesnière entwickelte Konzept der Dependenz scheint aber in den 1960er Jahren unabhängig von Tesnière von anderen erkannt worden zu sein. Die Dependenzgrammatik hat eine starke Tradition im deutschsprachigen Raum, auch in dem Zusammenhang, dass das Dependenzprinzip in der maschinellen Sprachverarbeitung benutzt wird. Die erste internationale Konferenz für Dependenz in der Linguistik fand erst im September 2011 statt.

## Allgemeines
Für die Dependenzgrammatik sind die Dependenzen oder Abhängigkeiten zwischen den einzelnen Elementen des Satzes bestimmend, sie erfasst die Syntax der meisten natürlichen Sprachen in Form von Abhängigkeitsverhältnissen unter den Elementen eines Satzes, den Wörtern. Zwischen den Wörtern bestehen Dependenzbeziehungen, diese sind dabei mehrfach miteinander verbunden. Sie stehen also nicht nebeneinander, wie in einem Wörterbuch.
Bei der Betrachtung von Sätzen geht man davon aus, dass es sich bei syntaktischer Verbindung zweier Wortelemente bei dem einen um ein regierendes Wort und bei dem anderen um ein abhängiges Element handelt. In den Fällen, in denen ein regierendes Wortelement seinerseits von einem anderen regierenden Wort abhängt, entsteht eine komplexe hierarchische Dependenzordnung. Um solche Strukturen zu analysieren und auch darzustellen, bedient man sich eines Baumgraphen (Stemma). Den Zentralknoten eines solchen Stemmas nimmt das regierende Wort, also das Verb ein. Um die Abhängigkeiten oder Relationen  darzustellen, wird ein unmittelbar abhängiges Wortelement durch eine Kante zu einem darunterliegenden Knoten, nœud verbal dargestellt. Nach Tesnière hat das Verb die Fähigkeit, eine bestimmte Anzahl von Aktanten, actants an sich zu binden. Er nutzte hierzu den Begriff aus der chemischen Terminologie, die Wertigkeit und nannte die Eigenschaft Valenz. Ähnlich den für eine chemische Bindung eines Atoms zur Verfügung stehenden Elektronen gibt die Valenz eines Verbs die Leerstellen an, die ein Zeitwort zulässt. Dadurch gewinnt das Verb eine bestimmte Anzahl von Aktanten oder Mitspieler die eine Handlung oder Geschehen versprachlichen.
Er begrenzte die Aktanten auf das Subjekt, das direkte und das indirekte Objekt (im Deutschen sind dies Akkusativ- und Dativobjekt). Hingegen wurden die adverbialen Bestimmungen und Prädikativa von den Valenzbeziehungen ausgeschlossen.
In der Dependenzgrammatik wird das Verb allein als zentral für den Satzbauplan betrachtet, alle anderen Satzglieder hängen von ihm ab. Denn das Verb regiert gewissermaßen den Satz, indem es bestimmte Leerstellen für die beteiligten Nomen bestimmt. Dadurch zeichnen sich Verben durch eine bestimmte Wertigkeit oder Valenz aus, die die Anzahl der möglichen Aktanten oder Mitspieler bestimmt. Die „Aktanten“ sind Substanzen, also Lebewesen oder Dinge, die aktiv oder passiv an durch das Verb beschriebenen Aktionen beteiligt sind (Subjekt, Objekt). Grundbegriffe der Dependenzgrammatik sind die Begriffe der „Konnexion“, „Junktion“, „Translation“ sowie „Aktanten“ und „Circunstanten“. Lucien Tesnière verglich den Satz mit einem Mikro-Drama, bei dem ein Geschehen durch verschiedene Akteure und Umstände inszeniert wird.
Wörter bilden das Inventar zur Ausgestaltung von Sätzen. Man unterscheidet in der Dependenz- oder Valenzgrammatik zwei Arten von Wörtern:
- die Leer-Wörter, mots vides
- die Voll-Wörter, mots pleins.

Leer-Wörter ist die Bezeichnung von Wörtern, die eine grammatische, aber keine eigenständige lexikalische Bedeutung haben. Im Gegensatz dazu drücken Voll-Wörter eine Vorstellung aus und haben deshalb sowohl eine syntaktische als auch eine semantische Funktion. Die Valenz stellt die syntaktische Bindefähigkeit des Verbs dar. Finite Verben eröffnen solche Leerstellen in einem Satz. Die Leerstellen werden von Wörtern anderer Wortklassen besetzt.
Nach Tesnière gibt es vier Wortarten, dabei bezeichnen die:
- Verben konkrete Prozesse,
- Substantive charakterisieren und bezeichnen die Substanzen in ihrer Konkretheit,
- Adjektive charakterisieren die Substanzen in abstrakter Weise,
- Adverbien bezeichnen hingegen die Prozesse in abstrakter Form.[10][11]

## Dependenz vs. Konstituenz
Dependenz ist eine Eins-zu-eins-Relation. Jedes Element im Satz (Wort oder Morph) entspricht genau einem Knoten in der Struktur des Satzes. Konstituenz hingegen ist eine Eins-zu-eins-oder-mehr-Relation. Dort entspricht jedes Element im Satz (Wort oder Morph) mindestens einem Knoten und oft mehr als einem. Der Unterschied ist an einfachen Baumstrukturen leicht zu erkennen:
Im Dependenzbaum links gibt es zwei Wörter und zwei Knoten. Im Konstituenzbaum rechts hingegen gibt es zwei Wörter, aber drei Knoten. Konstituenz setzt voraus, dass die Anzahl der Knoten die Anzahl der Satzelemente (Wörter) um mindestens einen übertrifft. Ein zweites Beispiel unterstreicht den Unterschied:
„Sub“ steht für „Subordinator“, und SubP für Subordinator-Phrase (=Nebensatz). Der Dependenzbaum links enthält vier Wörter und genau vier Knoten, während der Konstituenzbaum rechts vier Wörter, aber sechs Knoten enthält. Bemerkenswert am Konstituenzbaum ist die Abwesenheit einer finiten Verbalphrase (als Konstituente), die das Subjekt ausschließt. In dieser Hinsicht ist der Konstituenzbaum eine direkte Übersetzung des Dependenzbaums (Dependenz → Konstituenz). Dependenz als Prinzip der hierarchischen Organisation von Elementen vermeidet es, eine finite VP als Konstituente anzuerkennen.
Der Konstituentenbegriff ist für den Unterschied zwischen Dependenz und Konstituenz wichtig. Sowohl Dependenz als auch Konstituenz erkennen Konstituenten an. Jeder komplette Baum und jeder komplette Teilbaum eines Baumes gilt als Konstituente. Demnach gibt es lediglich vier Konstituenten im zweiten Dependenzbaum oben, aber sechs Konstituenten im zweiten Konstituenzbaum. In dieser Hinsicht ist es von großer Bedeutung, ob die Grammatik Hinweise für die Annahme der relativ großen Anzahl von Konstituenten liefert, die die Konstituenz postuliert, und ob sich Belege für die Annahme einer finiten VP-Konstituente finden lassen.
Einige wichtige Unterschiede zwischen Dependenz und Konstituenz sind mit der folgenden Tabelle zusammengefasst:
| Dependenz                                         | Konstituenz                                     |
| ------------------------------------------------- | ----------------------------------------------- |
| Vor allem mit Lucien Tesnière assoziiert          | Vor allem mit Noam Chomsky assoziiert           |
| Eins-zu-eins-Relation zwischen Wörtern und Knoten | Ein Wort ist oft von mehreren Knoten dominiert  |
| Keine VP-Konstituente                             | Annahme einer VP-Konstituente                   |
| Vergleichsweise flache Strukturen                 | Vergleichsweise geschichtete (tiefe) Strukturen |

## Minimale Strukturen
Die dependenzielle Eins-zu-eins-Relation grenzt die Anzahl der Knoten in der Struktur eines Satzes auf die Anzahl der Elemente im Satz ein. Aus der geringen Anzahl von Knoten ergibt sich, dass Dependenzstrukturen vergleichsweise minimal sind. Ein Dependenzbaum enthält gewöhnlich die Hälfte der Knoten und Kanten des entsprechenden Konstituenzbaumes. Aufgrund dieser minimalen Strukturen gibt es hinsichtlich der Struktur von Sätzen weniger schwierige Entscheidungen zu treffen. Es ist also einfacher, eine plausible Dependenzanalyse von Sätzen aufzustellen. Die folgenden Dependenzbäume sind Beispiele von Strukturen, die viele Dependenzgrammatiker für richtig halten, weil die dargestellten Hierarchien von Dependenzen durch empirische Beobachtungen gestützt sind:
Mit solchen Strukturen stimmen die meisten Dependenzanalysen überein – erst bei Diskontinuitäten scheiden sich die Geister. Die Übereinstimmung ergibt sich daraus, dass in Konstituentengrammatiken auftretende, schwierige Fragen nicht aufkommen. Zum Beispiel kommt die schwierige Frage nicht auf, ob es eine finite VP-Konstituente geben soll, weil Dependenz eine solche Konstituente nicht zulässt. Darüber hinaus kommt die weitere, schwierige Frage nicht auf, ob die Strukturen relativ flach oder eher geschichtet (tief) sein sollten. Dependenzstrukturen lassen stark geschichtete Strukturen nicht zu, weil die Anzahl der Knoten auf die Anzahl der Wörter begrenzt ist.
In Konstituentengrammatiken können Dependenzrelationen durch Kopf-Komplement-Strukturen indirekt ausgedrückt werden. Dieses Konzept wurde insbesondere in der X-Bar-Theorie als Teil der Generativen Grammatik entwickelt.

## Dependenzgrammatiken und Phrasenstrukturgrammatiken
Sowohl Dependenzgrammatiken als auch Phrasenstrukturgrammatiken sind weit verbreitet. In englischsprachigen Ländern dominieren aber die Phrasenstrukturgrammatiken. Die folgenden Grammatiken sind Phrasenstrukturgrammatiken, weil sie auf dem Konzept der Konstituenz aufbauen:
Phrasenstrukturgrammatiken (= Konstituentengrammatiken)
Generalized Phrase Structure Grammar
Head-driven Phrase Structure Grammar
Kategorialgrammatik
Lexikalisch-funktionale Grammatik
Minimalistisches Programm
Rektions- und Bindungstheorie
Dependenzgrammatiken sind stärker in Europa vertreten. Die folgenden Grammatiken fußen auf Dependenz:
Dependenzgrammatiken
Bedeutung-Text-Modell
Extensible Dependency Grammar
Funktionale generative Beschreibung
Lexicase Grammar
Word Grammar
Im deutschsprachigen Europa wurde und wird besonders viel im Bereich der Dependenzgrammatik geforscht. Die Arbeiten von Ágel, Engel, Eroms, Happ, Heringer, Lobin, Weber unter vielen anderen haben zur Dependenzgrammatik beigetragen.

## Valenzgrammatik?
Die Dependenzgrammatik wird manchmal als „Dependenz- und Valenzgrammatik“ bezeichnet. Diese Bezeichnung ist aber problematisch, da Valenz als Komponente vieler Grammatiktheorien gilt und nicht als eigenständige Grammatik betrachtet werden kann. Valenz ist die Fähigkeit eines Prädikats, die Anzahl und die Funktion der Konstituenten in der Nähe des Prädikats (d. h. die Argumente des Prädikats) zu bestimmen. Dass es diese Bezeichnung „Dependenz- und Valenzgrammatik“ gibt, ist insofern verständlich, als Dependenz und Valenz Begriffe sind, die auf Tesnières Theorie der Syntax und Grammatik zurückzuführen sind. Die Bezeichnung „Valenztheorie“ ist aber plausibler als „Valenzgrammatik“. Es gibt also die Dependenzgrammatik und die Valenztheorie, wobei die zwei geschichtlich nah verwandt sind. Die Valenztheorie ist aber ein autonomes Gebiet, d. h., sie existiert, auch wenn man Dependenz ablehnt und an deren Stelle Konstituenz setzt. Die meisten Phrasenstrukturgrammatiken räumen der Valenz von Prädikaten längst eine zentrale Position in der Theorie ein. Phrasenstrukturgrammatiken sind aber keine Dependenzgrammatiken.